# 7-ма гірсько-піхотна дивізія (Третій Рейх)
7-ма гірсько-піхотна дивізія (Третій Рейх) (нім. 7. Gebirgs-Division) — гірсько-піхотна дивізія Вермахту за часів Другої світової війни.

## Історія
7-ма гірсько-піхотна дивізія була сформована 1 листопада 1941 в Графенвері у XIII-му військовому окрузі (нім. Wehrkreis XIII) на основі розгромленої на Східному фронті 99-ї легкої піхотної дивізії.

## Райони бойових дій
- Німеччина (листопад 1941 — січень 1942);
- Лапландія (січень 1942 — січень 1945);
- Норвегія (січень — травень 1945).

## Командування

### Командири
- генерал-лейтенант Рудольф Конрад (нім. Rudolf Konrad) (1 листопада — 19 грудня 1941);
- генерал-майор Вільгельм Вайсс (нім. Wilhelm Weiß) (19 грудня 1941 — 1 січня 1942);
- генерал-лейтенант Роберт Мартінек (нім. Robert Martinek) (1 січня — 1 травня 1942);
- генерал-лейтенант Август Кракау (нім. August Krakau) (1 травня — 22 липня 1942);
- генерал-лейтенант Роберт Мартінек (22 липня — 10 вересня 1942);
- генерал-лейтенант Август Кракау (10 вересня 1942 — 8 травня 1945).

## Нагороджені дивізії
Нагороджені дивізії
|  | Кавалери Золотого Німецького Хреста                                                                        | 25 |
|  | Кавалери Срібного Німецького Хреста                                                                        | 1  |
|  | Категорія:Кавалери Лицарського хреста Залізного хреста                                                     | 6  |
|  | Кавалери Почесної відзнаки сухопутних військ «Почесна застібка на орденську стрічку для Сухопутних військ» | 2  |
|  | Кавалери ордену Хрест Свободи І-го ступеня з мечами (Фінляндія)                                            | 1  |

- Нагороджені Сертифікатом Пошани Головнокомандувача Сухопутних військ (6)
- Нагороджені Сертифікатом Пошани Головнокомандувача Сухопутних військ за збитий літак противника (1)